# La Pandórica se abre
La Pandórica se abre (The Pandorica Opens) es el duodécimo episodio de la quinta temporada moderna de la serie británica de ciencia ficción Doctor Who, emitido originalmente el 19 de junio de 2010. Se trata de la primera parte de la historia final de la temporada en dos episodios que concluye con El Big Bang, y en la que se da resolución al arco argumental de las grietas en el tiempo.

## Argumento
El Undécimo Doctor (Matt Smith) y Amy Pond (Karen Gillian), siguiendo un mensaje de River Song (Alex Kingston), llegan a la Bretaña romana en el año 102 d. C., donde encuentran a River fingiendo ser Cleopatra (con la ayuda de su pintalabios alucinógeno). River le muestra al Doctor un cuadro de Vincent Van Gogh titulado La Pandórica se abre, que muestra la TARDIS explotando. River recuperó el cuadro en el siglo LII y viajó a las coordenadas espacio temporales del cuadro usando su manipulador del vórtice. El Doctor se da cuenta de que la "Pandórica", una prisión de leyenda en la que se supone está la criatura más mortífera del universo, debe estar guardada en una localización memorable cerca de las coordenadas: Stonehenge.
Allí, el Doctor, Amy y River encuentran un pasaje a una zona subterránea, donde encuentran la Pandórica, una caja de metal gigante cubierta de una cantidad inimaginable de cerraduras. Mientras la examinan, Amy le pregunta al Doctor sobre el anillo de compromiso que había encontrado antes en el bolsillo de su chaqueta, sintiendo un fuerte lazo emocional hacia él. Él dice que pertenecía a un "amigo", y que nada se olvida de verdad. La Pandórica emite una señal amplificada por el círculo de piedras de Stonehenge hacia el universo, y River avisa al Doctor de que está atrayendo "a todo aquel que una vez le odió" hasta allí. Al Doctor le ayuda un grupo de legionarios romanos voluntarios. Se revela que el centurión a cargo de ellos es Rory (Arthur Darvill). Ni él ni el Doctor pueden explicar su presencia allí, ya que fue consumido por una grieta en el universo (Sangre fría) y debería haber sido borrado de la existencia. Cuando Amy llega tras haber quedado inconsciente por un Cyberman dañado, no recuerda a Rory, lo que le disgusta terriblemente. El Doctor le asegura a Rory que Amy le recordará con el tiempo, y le da el anillo de compromiso.
Los enemigos del Doctor comienzan a orbitar el cielo, y este gana algo de tiempo con un discurso amenazador. Le pide a River que le traiga la TARDIS a Stonehenge mientras Amy, Rory, los legionarios y él se preparan. Cuando River intenta utilizar la TARDIS, una fuerza externa toma el control y la lleva a la casa de Amy en el presente. Luego de que River sale de la TARDIS, la pantalla del escáner se agrieta con la misma forma que las grietas del universo, y una voz amenazadora dice que "El Silencio caerá". River descubre marcas de aterrizaje en el jardín de Amy, y que alguien ha entrado en la casa. En la habitación de Amy descubre un libro de cuentos sobre la Caja de Pandora y un libro infantil sobre la Bretaña Romana. River le informa de esto al Doctor, avisándole de que la Pandórica debe ser una trampa creada a partir de los recuerdos de Amy. River identifica sus coordenadas actuales como el 26 de junio de 2010, la fecha que identificó el Doctor como el epicentro de la explosión que causó las grietas en el universo (Carne y piedra). El Doctor le avisa de que salga inmediatamente, pero vuelve a quedar atrapada en la TARDIS, y la consola central comienza a entrar en punto crítico.
En Stonehenge, el Doctor descubre que los legionarios, incluido Rory, son Autones, que le capturan rápidamente mientras los demás enemigos se materializan a su alrededor. En el exterior, mientras Rory lucha por retener su identidad humana, Amy le recuerda de repente, pero cuando su identidad Auton emerge, y sin poder evitarlo le dispara y la mata. El Doctor se resiste a sus apresadores, que revelan que han formado una alianza para apresarle en la Pandórica. Creen que el Doctor causó la explosión de energía temporal que provocó las grietas que destruirán el universo, a pesar de la insistencia del Doctor de que fue la TARDIS. Nada más quedar sellado el Doctor en la Pandórica, la TARDIS explota con River dentro, las estrellas comienzan a desaparecer del cielo y cae la oscuridad y el silencio.

### Continuidad
En el primer episodio de la temporada, En el último momento, el prisionero cero dice al Doctor que "El universo está agrietado. La Pandórica se abrirá. El Silencio caerá". La Pandórica también la mencionó River en Carne y piedra, diciendo que sería la siguiente vez que se encontraran, y el Doctor despachó la Pandórica como cuento de hadas. El cuadro de la explosión de la TARDIS pasa por las manos de muchos personajes de episodios anteriores: la pintura la crea Vincent Van Gogh tras su encuentro con el Doctor (Vincent y el Doctor). Aparece en 1941 donde la encuentran Winston Churchill y el profesor Bracewell (de La victoria de los Daleks), y River se la roba a Liz 10 (La bestia de abajo). La recurrente frase de "El silencio caerá" se explicaría en la siguiente temporada, con la presentación de una nueva raza alienígena de la organización de El Silencio.

## Producción

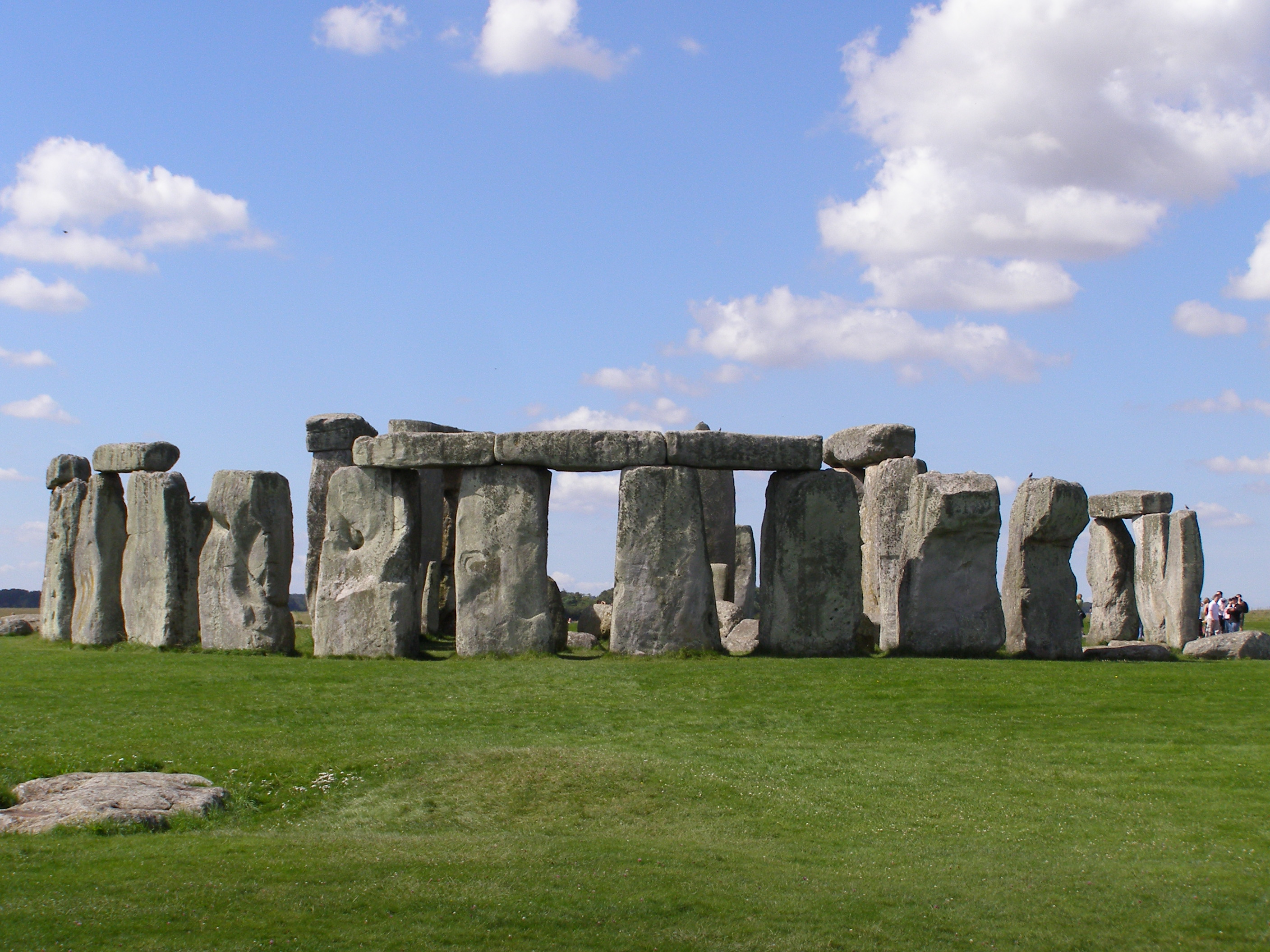
Algunas escenas se rodaron en la auténtica Stonehenge en Wiltshire, mientras otras se rodaron usando una réplica.

El show runner y autor del episodio Steven Moffat quería que fuera "grande" y dijo que "lo estamos llevando a un nivel de volvernos locos con él". Moffat escogió la localización de episodio en Stonehenge porque el monumento era lo suficientemente importante y grande como para ver la caída de alguien tan poderoso como el Doctor. El rodaje se hizo en la verdadera Stonehenge en Wiltshire el 2 de febrero de 2010. El equipo tuvo que seguir un estricto conjunto de reglas: no podían tocar las piedras, ni traer equipamiento pesado, y la iluminación debía hacerse desde el suelo. Sólo podían permitirse rodar una noche, y pasaron la única hora de luz del día en la mañana para rodar una secuencia de diálogo de tres minutos. Esto fue un desafío, ya que escenas similares solían tomar hora y media de rodaje. El resto de las escenas se filmaron en una réplica durante cuatro noches.
En la conclusión del episodio aparece una alianza con la mayoría de los enemigos del Doctor: Daleks, Cybermen, Sontarans, Judoon, Autones, Sycorax, Hoix, Silurians y Roboforms. La Alianza se hizo con "lo mejor" de los vestuarios y modelos que conservaban en mejores condiciones y con los monstruos más icónicos. Nunca se había visto juntos a tantos enemigos diferentes en la serie antes. En el episodio se muestra el único encuentro entre Amy y los Cybermen, en esta ocasión con un Cybermen estropeado, ya que Gillan había dicho que "realmente quería" trabajar con el icónico monstruo.

## Emisión y recepción
Las mediciones nocturnas de audiencia mostraron que en combinación vieron el episodio 5,88 millones de espectadores entre BBC One y BBC HD. Las mediciones definitivas fueron de 7,57 millones de espectadores. Tuvo una puntuación de apreciación de 88, la más alta de la temporada hasta entonces, aunque la superaría la segunda parte de la historia.
El episodio se publicó en DVD y Blu-Ray junto con Vincent y el Doctor, El inquilino y El Big Bang. Después se publicó con el resto de la temporada el 8 de noviembre de 2011.
El episodio recibió críticas positivas. Dan Martin de The Guardian alabó la amplitud cinemática y el cliffhanger, calificándolo como "el más audaz de los parones". Pensó que había pasado tanto en el episodio que el regreso de Rory se quedó como "un pequeño detalle de la trama", aunque consideró que esto fue porque la audiencia ya sabía que iba a suceder. Gavin Fuller del Daily Telegraph, lo alabó por traer un "cuento épico y cinemático que se clava en la memoria", que a la serie "le faltaba sin duda", aunque pensó que la forja de la alianza fue "bastante fanboy por parte de Moffat". También alabó a Smith por "llegar la nota correcta" y las revelaciones al final por ser "realmente impresionantes". Como Martin, dijo que el regreso de Rory "no fue sorprendente", aunque "se llevó bien" y con algunos momentos emotivos entre Amy y él.
Patrick Mulkern de Radio Times lo llamó "quizás el más épico y salivante Doctor Who de todos los tiempos" y alabó a los cuatro principales y Moffat por "llenarlo de sorpresa y dejar juntas las piezas del puzzle de la temporada con una trama deslumbrante, ritmo de urgencia y diálogo tremendo". Matt Wales de IGN le dio al episodio un 9 sobre 10, diciendo que "logró empaqueta un absurdo número de momentos destacales" y que "se desarrolló con belleza, si no tan satisfactoriamente como otras primeras partes de historias debido a su evasividad intencionada". Sin embargo, pensó que el final a cámara lenta "bucéo un poco demasiado violentamente en el melodrama", aunque fue "difícil sacar fallos a ese cliffhanger de bravata pesimista".
Richard Edwards de SFX le dio al episodio 5 estrellas sobre 5, alabando el "delicioso giro", "gran material de personajes", y las "escenas emotivas" entre Amy y Rory. Pensó que la Alianza era "poco probable" pero funcionó porque el arco argumental se había "construido con inteligencia". Sam McPherson de Zap2it le dio una nota de sobresaliente alto, alabándolo por ser una mejora respecto a los finales de temporadas anteriores. También pesó que el uso de la Alianza estuvo bien hecho, ya que la mostró más equivocada que diabólica. Keith Phipps de The A.V. Club le dio al episodio un sobresaliente bajo, aunque expresó preocupación de si la conclusión podría satisfacer la preparación.
La conjunción de La Pandórica se abre y El Big Bang recibió el premio Hugo 2011 a la mejor presentación dramática en forma corta. Era la quinta vez que ganaba el premio un episodio de Doctor Who, y la cuarta que ese episodio estaba escrito por Moffat. El equipo de efectos especiales por ordenador, The Mill, ganó un premio Royal Television Society al Arte y Diseño por su trabajo en el episodio.